# The Walkabouts
The Walkabouts — американская рок-группа образована в Сиэтле в 1984 году. Основные участники — вокалистка и гитаристка Карла Торгерсон и гитарист, вокалист и автор песен Крис Экман. Хотя остальной состав изменялся время от времени, в течение большей части времени участниками были Майкл Уэллс, Гленн Слейтер и Терри Мёллер.
Группа черпает вдохновение в первую очередь в американской фолк- и кантри-музыке, творчестве Нила Янга, Таунса Ван Зандта, Хэнка Уильямса, Джонни Кэша и Леонарда Коэна, но также и у таких исполнителей как Скотт Уокер и во французском шансоне (Жак Брель, Серж Генсбур). Звучание  группы, как правило, инструментально насыщенно, в дополнение к традиционными для рока и кантри инструментам, может включать и струнные аранжировки. В обзорах музыка группы часто описывается как меланхоличная, а тексты Экмана связаны с такими темами, как человеческие отношения, одиночество и беспокойство и носят подчеркнуто поэтичную форму.
The Walkabouts обрели коммерческий успех и множество поклонников в Европе, где они неоднократно гастролировали с начала 1990-х годов. Они иногда даже занимали высокие места в хит-парадах в таких странах, как Греция и Норвегия. В последние годы в качестве постоянного места жительства Крис Экман выбрал Словению.

## История
Карла Торгерсон и Крис Экман встретились и начали совместно исполнять музыку в 1983 году, во время учёбы в Whitman College в Уолла-Уолла, штат Вашингтон. В 1984 году они переехали в Сиэтл. Группа была сформирована, когда они объединились с двумя младшими братьями Криса, барабанщиком Грантом и басистом Кёртом. Братья Экман ранее во время обучения в колледже играли в различных панк-рок и поп-группах, а Карла занималась фолк-музыкой и уличным пением.
Группа взяла своё название от культового фильма Николаса Роуга, «Walkabout».
Они выпустили свой первый EP «22 Disaster» в начале 1985 года. Кёрт Экман вскоре покинул группу, он был заменен на Майкла Уэллса. Их второй EP «Linda Evans/Cyclone» был выпущен в 1987 году. В следующем году они выпустили свой первый альбом «See Beautiful Rattlesnake Gardens», на лейбле PopLlama, а затем подписали контракт с Sub Pop, как первая не-гранжевая группа для лейбла. После присоединения клавишника и мульти-инструменталиста Гленна Слейтера, они в течение последующих нескольких лет выпустили на Sub Pop три альбома — «Cataract» (1989), «Rag & Bone» (1990) и «Scavenger» (1991). Они активно гастролировали, в частности в Европе. В 1992 году они расстались с Sub Pop Сиэтл, но сохранили отношения с Sub Pop Европа, который выпустил еще три альбома, «New West Motel» (1993), «Satisfied Mind» (1993) и «Setting The Woods On Fire» (1994). Барабанщица Терри Мёллер заменила Гранта Экмана в 1992 году, когда он ушел из группы, чтобы уделять больше внимания своему новорожденному сыну.
В 1995 году группа подписала контракт с Virgin Records в Германии, и выпустила «Devil’s Road» (1996), записанный с участием оркестра Варшавской филармонии, и «Nighttown» (1997), поднявшийся на новый уровень успеха в Европе. Клип на песню «The Light Will Stay On», сингл с «Devil’s Road», получил активную ротацию на MTV Europe.
Майкл Уэллс покинул группу через несколько лет в 1996 году, вернулся в 2003 году. В 1999 году они перешли на немецкий независимый лейбл, Glitterhouse Records (преемник Sub Pop Европе), на котором и выпустили «Trail of Stars» (1999), «Train Leaves At Eight» (2000), «Ended Up A Stranger» (2001), «Slow Days With Nina» (2003), «Acetylene» (2005).
В 2010 году гитарист Пол Остин, в прошлом участник Willard Grant Conspiracy, присоединился к группе, и в этом составе был записан новый альбом «Travels In The Dustland», о выход которого в Европе было объявлено 21 октября 2011 года, а в Северной Америке в начале ноября.

## Исполнение кавер-версий
Помимо собственного репертуара группа прославилась исполнением песен других авторов. Альбом "Satisfied Mind" (1993) стал первым из их дисков, составленных из кавер-версий, в числе авторов песен: Ник Кейв, Чарли Рич, Патти Смит, Джон Кейл, Джин Кларк (из The Byrds). Сборники редкого и ранее не издававшегося материала The Walkabouts, "Death Valley Days: Lost Songs and Rarities, 1985–1995" и "Drunken Soundtracks: Lost Songs and Rarities, 1995–2001" включают также "перепевки" песен авторства Нила Янга, Ника Дрейка, Боба Дилана, Жака Бреля, Сержа Генсбура, Скотта Уокера, Антониу Карлоса Жобина, Нила Даймонда, Таунса Ван Зандта и др. В 2000 году группа выпустила "Train Leaves At Eight", который включал в репертуар исключительно песни европейских композиторов: Микиса Теодоракиса, Горана Бреговича, Жака Бреля, групп Deus, Neu! и др. А три года спустя был выпущен ЕР "Slow Days With Nina" (2003) — трибьют американской соул-джазовой певице Нине Симон. 

## Сторонние проекты
Крис Экман и Карла Торгерсон также выпускали альбомы под именем проекта Chris & Carla и как сольные артисты. Карла Торгерсон работала с греческим музыкантом Акисом Бояцисом (Akis Boyatzis) и его группой Sigmatropic на их альбоме "16 Haiku & Other Stories" (2001). Позже Торгерсон при помощи Бояциса и ряда участников The Walkabouts выпустила сольный альбом "Saint Stranger" (2004).
Крис Экман в 1996—2003 годах работал в качестве продюсера с норвежским трио Midnight Choir, а затем совместно с лидером этой группы Алом ДеЛонером (Al DeLoner) создал "электронный" проект под названием Höst, записавший единственный альбом "The Damage Suite" (2001). Затем Экман организовал трио Dirtmusic вместе с Крисом Броко и Хьюго Рейсом (ранее участником Nick Cave & The Bad Seeds), а также был продюсером записей группы Tamikrest из Мали.
Крис Экман принимал участие в записи альбомов "Regard The End" и "Let It Roll" альт-кантри-группы Willard Grant Conspiracy, а также записывался с сёрф-роковыми The Bambi Molesters из Хорватии. Экман также работал в проектах с австрийской даунтемпо-группой Tosca, включая песню «John Lee Huber» и альбом «L / O / N / G» с участником Tosca Рупертом Губером (Rupert Huber). В настоящий момент является участником группы Distance, Light & Sky.
Терри Мёллер с Полом Остином, бывшим участником Willard Grant Conspiracy, сформировали группу The Transmissionary Six, а в 2010 году выпустила сольный диск под именем Terri Tarantula.

## Дискография
- 1988 — See Beautiful Rattlesnake Garden
- 1989 — Cataract
- 1991 — Scavenger
- 1993 — New West Motel
- 1993 — Satisfied Mind
- 1996 — Death Valley Days: Lost Songs and Rarities 1985—1995 — сборник редкостей 1985-95
- 1996 — Devil’s Road
- 1997 — Nighttown
- 1998 — New West Motel
- 1998 — Setting The Woods On Fire
- 2000 — Bruxelles (live)
- 2000 — Trail Of Stars
- 2001 — Ended Up A Stranger
- 2001 — Train Leaves at Eight
- 2002 — Drunken Soundtracks: Lost Songs and Rarities 1995—2001 (2 СD) — сборник редкостей 1995—2001
- 2002 — Watermarks: Selected Songs 1991 to 2002 — сборник хитов 1991—2002, выпущен для американского рынка
- 2003 — Slow Days With Nina (ЕР) — трибьют Нине Симон
- 2003 — Shimmers (Best of the Walkabouts) — сборник хитов 1993—2001, выпущен для европейского рынка
- 2005 — Acetylene
- 2009 — Got No Chains: The Songs of The Walkabouts (2CD) — 1-й диск: трибьют The Walkabouts от различных исполнителей, 2-й диск: сборник песен в оригинальном исполнении The Walkabouts
- 2011 — Travels in the Dustland
- 2012 — Berlin (live)
- 2014 — The Virgin Years (11 CD) — сборник вкл. альбомы «Devil’s Road», «Nighttown», «Bruxelles», концертные записи и редкости 1995—1999